# Franz Oberthür
Pour les articles homonymes, voir Oberthür.
Franz Oberthür (né le 6 août 1745 à Wurtzbourg, mort le 30 août 1831 dans la même ville) est un théologien catholique allemand.

## Biographie
Franz Oberthür fréquente l'école latine puis le séminaire et devient membre du clergé. À 28 ans, il est professeur de théologie à l'université de Wurtzbourg. Oberthür connut la fin de la principauté épiscopale de Wurtzbourg, la grave coupure de la sécularisation de 1803 au moment de l'occupation de la Bavière.
En plus de son travail de professeur d'université, il remplit de nombreuses tâches sacerdotales et sociales. Entre autres choses, il travaille pour la Commission des pauvres, fait campagne pour la séparation des maisons de correction et des Maison-Dieu et s'engage en faveur de l'abolition de la peine de mort. Du point de vue de cette époque, il convient de souligner son engagement en faveur de l'éducation des filles et de l'enseignement des enseignantes dans les écoles de la ville. À partir de 1805, il est doyen de la faculté de théologie et, à ce titre, milite pour la réalisation de ses idées de réforme de l'éducation.
Oberthür travaille également à un projet de création d'écoles agricoles centrales pour former des instructeurs et des visiteurs. Celles-ci doivent enseigner les nouvelles découvertes tout en veillant au respect de décrets nationaux uniformes à l'échelle nationale, prévoyant notamment la création de jardins scolaires et la plantation d'arbres fruitiers dans la rue.
En 1806, il fonde à Wurtzbourg la Polytechnischen Zentralverein, reprise en 1818 par le gouvernement bavarois, pour prendre en charge l’enseignement professionnel et la formation des artisans. En 1830, il crée la Zentralverein une école d'artisanat du dimanche et des vacances, puis en 1864, elle est élargie à une institution de formation commerciale.